# مالیتو
مالیتو (به ایتالیایی: Malito) یک کومونه در ایتالیا است که در استان کزنتزا واقع شده‌است.

## خصوصیات
مالیتو ۱۶ کیلومترمربع مساحت و ۸۶۷ نفر جمعیت دارد و ۷۲۸ متر بالاتر از سطح دریا واقع شده‌است.